# Ритуал (филм)
Ритуал (енгл. The Ritual) амерички је натприродни хорор филм из 2025. у режији Дејвида Мидела. Настао је по узору на истините догађаје, а радња прати свештенике Теофила Ризингера (Ал Пачино) и Џозефа Стајгера (Ден Стивенс) који покушавају да оставе по страни своје разлике како би спасили наводно заседнуту младу жену Ему Шмит (Абигејл Кауен) помоћу егзорцизма.

## Радња
Као свештеник у цркви Светог Јосифа у Ерлингу, отац Џозеф Стајгер водио је миран и посвећен живот, бринући се о својим верницима.
У јесен 1928. године, оцу Стајгеру се обратио неко с хитним проблемом.
Годинама је 46-годишња Ема Шмит трпела застрашујуће нападе несвестице, одбојност према светим предметима и друге неописиве тегобе. Њено стање било је документовано у медицинским извештајима, записима о менталној хигијени и личним дневницима. Након исцрпног психијатријског лечења које није помогло, њен свештеник предложио је другачији приступ — свечани егзорцизам. За ритуал је изабран скровити женски манастир у парохији оца Стајгера.
Упркос озбиљним сумњама, отац Стајгер пристао је да надгледа обред. За спровођење егзорцизма одабран је Теофил Рајзингер, мистериозни монах, чије је претходно искуство с егзорцизмом изазивало контроверзе.
По Емином доласку у Ерлинг, тама је почела да се надвија над манастиром, а необјашњиви догађаји да се нижу. Кроз интервјуе са актерима, мемоаре и друге документоване изворе, исткала се таписерија чије су нити чиниле мрачне силе, људске слабости и жеље, које су искушавале и оне најпостојаније. Уследила је мучна вишемесечна борба која је довела све који су били у тим тренуцима у манастиру, укључујући оца Стајгера, оца Теофила и саму Ему — на ивицу лудила.
На крају, након исцрпљујућег егзорцизма који је трајао 72 сата, Ема је ослобођена своје патње. Остатак живота провела је у миру. Егзорцизам Еме Шмит остаје најдетаљније документован и највише публикован егзорцизам у америчкој историји.

## Улоге
| Глумац                | Улога           |
| --------------------- | --------------- |
| Ал Пачино             | Теофил Ризингер |
| Ден Стивенс           | Џозеф Стајгер   |
| Ешли Грин             | сестра Роуз     |
| Абигејл Кауен         | Ема Шмит        |
| Патрик Фабијан        | бискуп Едвардс  |
| Патриша Хитон         | опатица         |
| Марија Камила Хиралдо | сестра Камила   |
| Медоу Вилијамс        | сестра Сара     |
| Енрико Натале         | др Фабијан      |
| Ричи Монтгомери       | Честер          |